# سامانه فشار

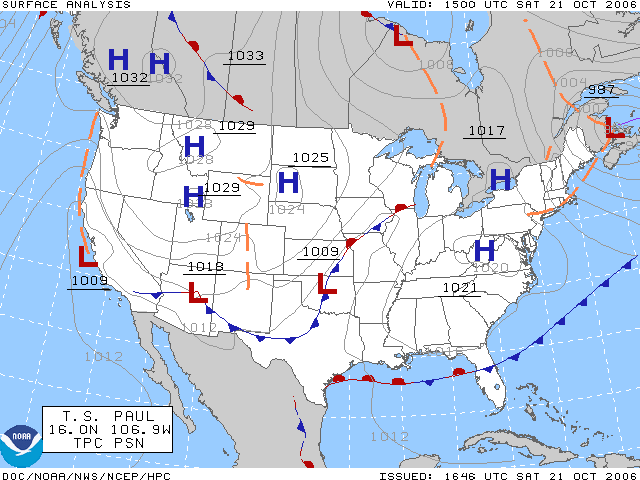
نقشه سامانه‌های فشار در آمریکای شمالی

سامانه فشار (انگلیسی: Pressure system) به اوج یا سکون در پراکندگی فشار اتمسفری سطح دریا گفته می‌شود. فشار سطحی در سطح دریا به صورت حداقلی تغییر می‌کند و کم‌ترین مقدار آن ۸۸۷ کیلوپاسکال (۲۶ اینچ جیوه) و بالاترین فشار ۱۰۸٫۵۷ کیلوپاسکال (۳۲٫۰۶ اینچ جیوه) اندازه‌گیری شده است. سامانه‌های پرفشار و کم‌فشار به دلیل برهمکنش تفاوت‌های دما در جوّ، تفاوت دما بین جوّ و آب در اقیانوس‌ها و دریاچه‌ها، تأثیر اغتشاشات سطوح بالای جو و و همچنین میزان گرمایش خورشیدی یا سرمایش تابشی که یک منطقه دریافت می‌کند، تکامل می‌یابند. سامانه‌های فشار باعث تغییرات محلی وضع هوا می‌شوند. سامانه‌های کم‌فشار با ابر و بارش همراه هستند که تغییرات دما را در طول روز به حداقل می‌رساند. سامانه‌های پرفشار به دلیل تابش بیشتر در شب و آفتاب بیشتر در روز، معمولاً با هوای خشک و آسمان عمدتاً صاف و با تغییرات دمایی روزانه بیشتر همراه هستند. سامانه‌های فشار توسط کارشناسان هواشناسی با استفاده از نقشه‌های هوای سطحی تجزیه و تحلیل می‌شوند.

## سامانه کم‌فشار

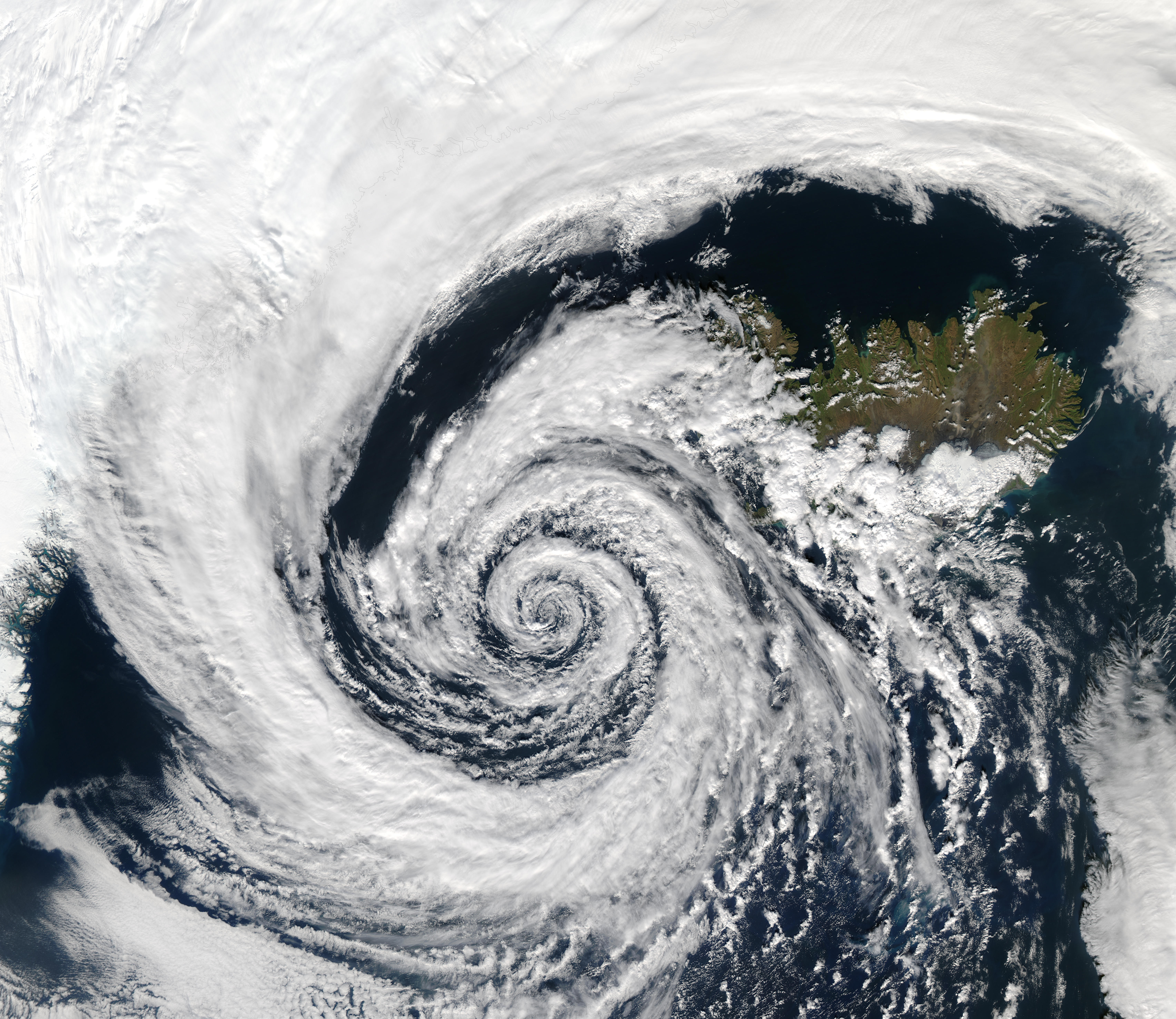
یک چرخند برون‌حاره‌ای که در سواحل جنوب غربی ایسلند می‌چرخد.

مرکز کم‌فشار منطقه‌ای است که در آن فشار اتمسفری در سطح دریای آزاد پایین‌تر از مکان‌های اطراف است. سامانه‌های کم‌فشار در مناطق واگرایی باد که در سطوح بالایی تروپوسفر رخ می‌دهد، تشکیل می‌شوند. فرایند شکل‌گیری یک منطقه کم‌فشار با نام چرخندزایی شناخته می‌شود. در زمینه دینامیک اتمسفر، مناطق واگرایی باد در ارتفاعات در دو ناحیه رخ می‌دهد:
- در سمت شرقی ناوه‌های بالایی، که نیمی از موج راسبی را در درون بادهای غرب‌وزان تشکیل می‌دهند (یک ناوه با طول موج بزرگ که در تروپوسفر امتداد می‌یابد).
- در پیشانی ناوه‌های موج کوتاه که طول موج کمتری دارند.

بادهای واگرا که جلوتر از این ناوه‌ها می‌روند باعث صعود اتمسفری در تروپوسفر زیرین می‌شوند که فشارهای سطحی را کاهش می‌دهد، زیرا حرکت رو به بالا تا حدی با نیروی گرانش مقابله می‌کند.
کم‌فشارهای گرمایی به دلیل گرمای موضعی ناشی از تابش بیشتر آفتاب بر روی بیابان‌ها و دیگر توده‌های خشکی ایجاد می‌شوند. از آنجا که مناطق محلی دارای هوای گرم نسبت به محیط اطراف خود چگالی کمتری دارند، این هوای گرم‌تر بالا می‌رود و فشار اتمسفری را در نزدیکی آن بخش از سطح زمین کاهش می‌دهد. کم‌فشارهای گرمایی بر روی قاره‌ها به ایجاد گرادیان‌های فشار کمک می‌کند که گردش‌های موسمی را هدایت می‌کند. مناطق کم فشار همچنین می‌توانند به دلیل فعالیت‌های سازمان یافته توفان تندری بر روی آب گرم ایجاد شوند. زمانی که این اتفاق در مناطق حاره‌ای در هماهنگی با منطقه همگرایی درون‌حاره‌ای رخ می‌دهد، به نام ناوه موسمی شناخته می‌شود.
ناوه‌های موسمی در ماه اوت به گستره شمالی و در فوریه به گستره جنوبی خود می‌رسند. هنگامی که یک‌کم‌فشار همرفتی گردشی کاملاً مشخص در مناطق حاره‌ای پیدا می‌کند، به آن چرخند حاره‌ای می‌گویند. چرخندهای حاره‌ای می‌توانند در هر ماه از سال در سطح جهانی شکل بگیرند، اما می‌توانند در هر دو نیم‌کره شمالی یا جنوبی در ماه نوامبر رخ دهند.
بالابری اتمسفری ناشی از همگرایی باد در سطوح پایین به کم‌فشارهای سطحی باعث تشکیل ابرها شده و احتمال بارش را به همراه دارد. آسمان‌های ابری مراکز کم‌فشار باعث کاهش حداقلی تغییر روزانه دمای هوا می‌شوند. بازتاب نور خورشید توسط ابرها، باعث کاهش تابش خورشیدی موج کوتاه و به نوبه خود منجر به کاهش دما در طول روز می‌شود. در طول شب، اثر جذب ابرها بر روی تابش موج بلند زمین، مانند انرژی گرمایی برآمده از سطح، باعث دمای پایین روزانه گرم‌تر در تمام فصل‌ها می‌شود. هر چه مرکز کم‌فشار قوی‌تر باشد، بادها در مجاورت آن مرکز شدیدتر خواهند بود. در سرتاسر جهان، بیشترین فراوانی سامانه‌های کم فشار بر فراز فلات تبت و در سمت بادپناه کوه‌های راکی قرار دارد. در اروپا، به‌ویژه بریتانیا و هلند، سامانه‌های هوایی کم‌فشار تکرار شونده معمولاً به نام وافشار شناخته می‌شوند. کم‌ترین فشار جوّی غیر پیچندی ثبت‌شده، ۸۷۰ هکتاپاسکال (۲۶ اینچ جیوه) بود که در اقیانوس آرام غربی در جریان تیفون تیپ در ۱۲ اکتبر ۱۹۷۹ رخ داد.

## سامانه پرفشار

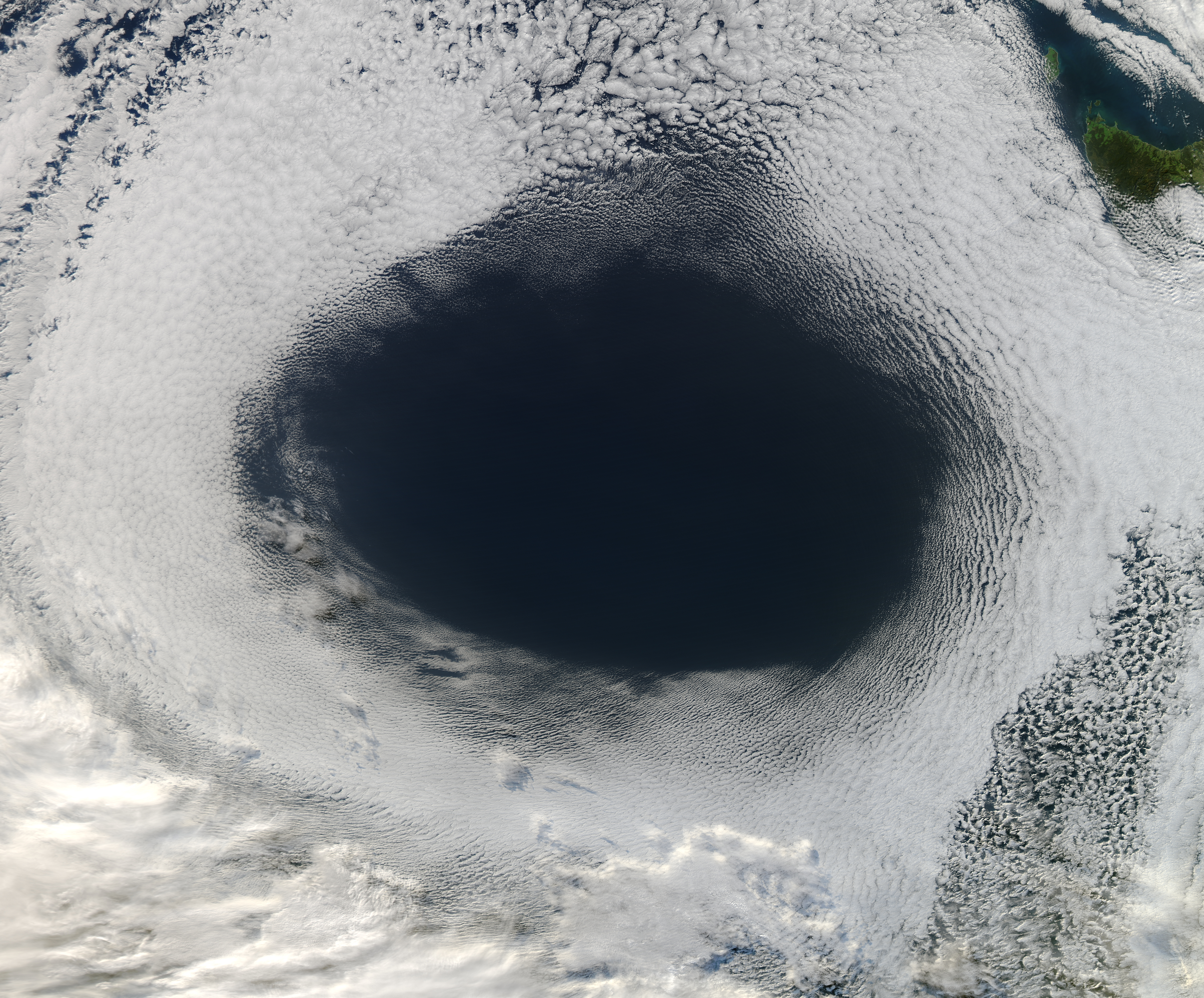
تصویر ماهواره ای از یک منطقه پرفشار در جنوب استرالیا که پاک‌شدن آسمان از ابر شاهدی از وجود آن است.

سامانه‌های پرفشار اغلب با بادهای خفیف در سطح و فرونشینی در بخش پایینی تروپوسفر همراه هستند. به‌طور کلی، فرونشینی جوی، یک توده هوا را با گرمایش بی‌دررو یا تراکمی خشک می‌کند. بنابراین، سامانه پرفشار معمولاً آسمان صاف را به ارمغان می‌آورد. در طول روز، از آن‌جا که پوشش ابری برای بازتاب نور خورشید وجود ندارد، تابش خورشیدی ورودی با موج کوتاه بیشتر است و دما افزایش می‌یابد. در شب، نبود پوشش ابر به این معنی است که تابش موج بلند خروجی جذب نمی‌شود و این پدیده دمای روزانه پایین‌تری را در تمام فصل‌ها ایجاد می‌کند. هنگامی که بادهای سطحی ملایم می‌شوند، فرونشینی هوا که مستقیماً تحت یک سامانه پرفشار ایجاد شده، می‌تواند منجر به تجمع ذرات در مناطق شهری زیر پشته شود که منجر به بروز گسترده ریزگرد می‌شود. اگر رطوبت نسبی سطح پایین در طول شب به ۱۰۰ درصد افزایش یابد، می‌تواند منجر به تشکیل مه شود.
سامانه‌های پرفشار کم‌عمق و قوی اما عمودی که در حال حرکت از عرض‌های جغرافیایی بالاتر به عرض‌های جغرافیایی پایین‌تر در نیمکره شمالی هستند، با توده‌های هوای قاره‌ای شمالگان مرتبط هستند. وارونگی دمایی کم و تیز می‌تواند منجر به مناطقی با ابر پوشن‌کومه‌ای یا ابر پوشنی پایدار شود که در اصطلاح عامیانه به تیرگی واچرخندی معروف است. تیرگی واچرخندی پدیدهٔ دید کم همراه با واچرخند کاملاً شکل‌گرفته و تقریباً ساکن است که براثر انباشتگی غبار و آلاینده‌های دیگر بین سطح زمین و وارونگی دمای وابسته به واچرخند ایجاد می‌شود.
نوع هوای ایجادشده توسط یک واچرخند به منشأ آن بستگی دارد. به عنوان مثال، گسترش پرفشار حبابی آزور، با گرم‌شدن در پایه سامانه فشار و هنگام حرکت بر روی اقیانوس‌های گرم‌تر، رطوبت را به دام انداخته و ممکن است باعث تیرگی واچرخندی در طول زمستان شود. سامانه‌های پرفشاری که به سمت شمال ایجاد شده و به سمت جنوب گسترش می‌یابند، اغلب هوای صاف را به ارمغان می‌آورند. این وضعیت به دلیل خنک‌شدن در پایه سامانه است (برخلاف گرم‌شدن)، که به جلوگیری از تشکیل ابرها کمک می‌کند. بالاترین فشار جوّی ثبت‌شده روی زمین ۱٬۰۸۵٫۷ هکتاپاسکال (۳۲٫۰۶ اینچ جیوه) بود که در ۱۹ دسامبر ۲۰۰۱ در توسونتسنگل، مغولستان به ثبت رسیده است.

## نقشه‌های هوای سطحی

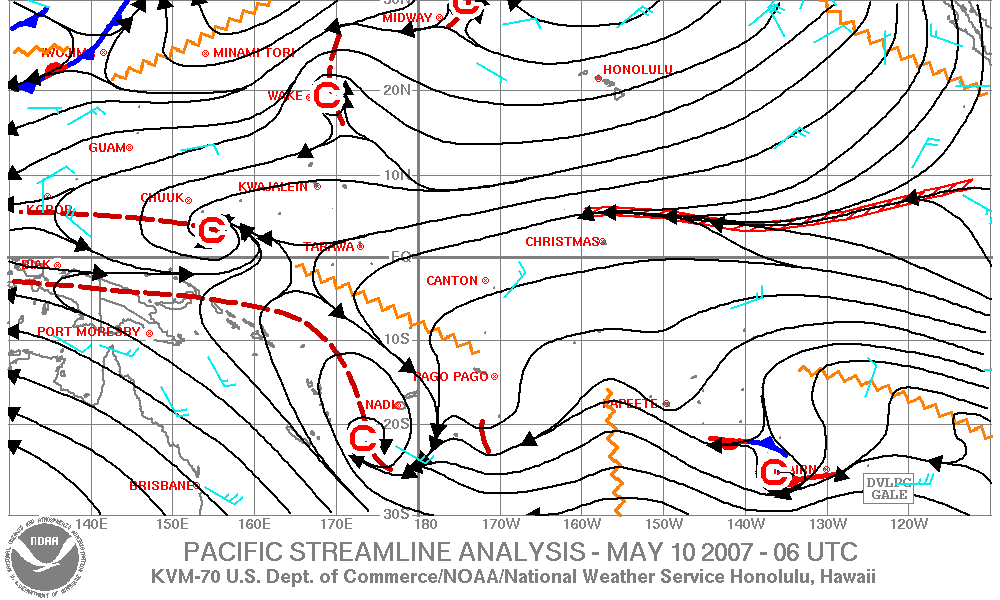
تحلیل خط جریان اقیانوس آرام حاره‌ای

تحلیل هوای سطحی نوعی نقشه وضع هوا است که موقعیت مراکز پرفشار و کم‌فشار و انواع مختلف سامانه‌های مقیاس سینوپتیک مانند جبهه‌های هوا را به تصویر می‌کشد. خطوط هم‌دما را می‌توان روی این نقشه‌ها به‌صورت خطوطی که نشان‌دهنده دمای مساوی هستند، ترسیم کرد. خط‌های هم‌دما به‌طور معمول به صورت خطوط پیوسته در فاصله دمایی ترجیحی ترسیم می‌شوند. این خط‌ها شیب دمایی را نشان می‌دهند، که می‌تواند در یافتن جبهه‌های هوایی که در سمت گرم شیب‌های دمایی زیاد قرار دارند، مفید باشد. با ترسیم خط یخبندان، خط‌های هم‌دما می‌توانند در تعیین نوع بارش مفید باشند. سامانه‌های همرفتی میان‌مقیاس مانند چرخندهای حاره‌ای، مرزهای برون‌شارش و خط‌های تندوزه همچنین در تحلیل هوای سطحی مورد تجزیه و تحلیل قرار می‌گیرند.
تحلیل خطوط هم‌فشار نیز بر روی نقشه‌های هواشناسی انجام می‌شود، که شامل خطوطی با مقدار برابر فشار اتمسفری در سطح دریا است. داخلی‌ترین خطوط بسته به موقعیت، مقدار بیشین و کمین نسبی را در میدان فشار نشان می‌دهد. به کمینه‌ها مراکز کم‌فشار و به بیشینه‌های مراکز پرفشار می‌گویند. مراکز پرفشار اغلب با H (سرواژه High) و مراکز کم‌فشار با L (سرواژه Low) نشان داده می‌شوند. نواحی کشیده با فشار کم یا ناوه، گاهی به صورت خطوط بریده قهوه ای ضخیم در محور ناوه ترسیم می‌شوند. خطوط هم‌فشار معمولاً برای قرار دادن مرزهای سطحی در عرض‌های اسبی به سمت قطب‌ها استفاده می‌شوند، در حالی که از خطوط جریان در مناطق مدارگانی استفاده می‌شود. تحلیل خط جریان مجموعه ای از پیکان‌های موازی با باد است که حرکت باد را در یک منطقه جغرافیایی خاص نشان می‌دهد. حرف C جریان چرخندی یا مناطق کم‌فشار احتمالی را به تصویر می‌کشد، در حالی که حرف A نشان‌دهنده جریان واچرخندی یا مراکز پرفشار احتمالی است. ناحیه ای که دارای خطوط جریانی متقابل است، موقعیت خطوط برشی را در مناطق مدارگان و جنب‌مدارگان نشان می‌دهد.